# Bezstátní společnost
Bezstátní společnost je společnost, která není řízena státní mocí nebo postrádá jakoukoliv formu vlády. Centralizace moci je v bezstátních společnostech minimální. Pravomoci správních orgánů jsou omezené a mandáty jejich představitelů jsou obvykle krátkodobé. Z pohledu ekonomického a kulturního uspořádání se od sebe jednotlivé bezstátní společnosti velice liší.
Zatímco v prehistorických dobách byly bezstátní společnosti běžné, v současnosti jich existuje pouze málo. Jen v některých oblastech světa jsou formální státní orgány tak slabé, že disponují pouze malou nebo žádnou mocí. Většina národů žijících v bezstátních společnostech byla v průběhu dějin začleněna do okolních států.
Bezstátní společnost je ideálem politických směrů, jakým je třeba anarchismus, které státní zřízení považují za nechtěné.